# Замок Вердринген
Замок Вердринген (нем. Wasserschloss Werdringen) — комплекс окруженных водой замковых строений в районе Форхалле (de:Vorhalle) немецкого города Хаген (федеральная земля Северный Рейн-Вестфалия).

Замок расположен в 500 метрах от берега водохранилища Харкортзее в окружении вековых деревьев на территории заказника, охраняющего редкие виды земноводных и стрекоз. Поблизости от замка находится бывший карьер Зигеляйгрубе Форхалле (de:Ziegeleigrube Vorhalle). Именно в этом карьере были обнаружены останки древнейших на планете летающих насекомых, живших в каменноугольный период 318 млн лет назад. Также недалеко от замка у подножия горы Кайсберг в 1876 году были обнаружены три меча бронзового века — это старейшая археологическая находка в Рурской области. Все эти находки представлены в находящемся в замке Вердринген музее доисторической и ранней истории.

## История

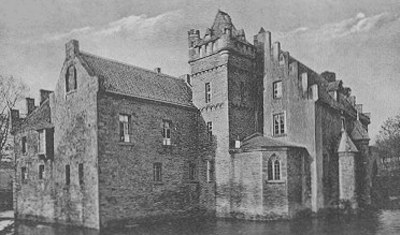
Замок Вердринеген в 1900 году

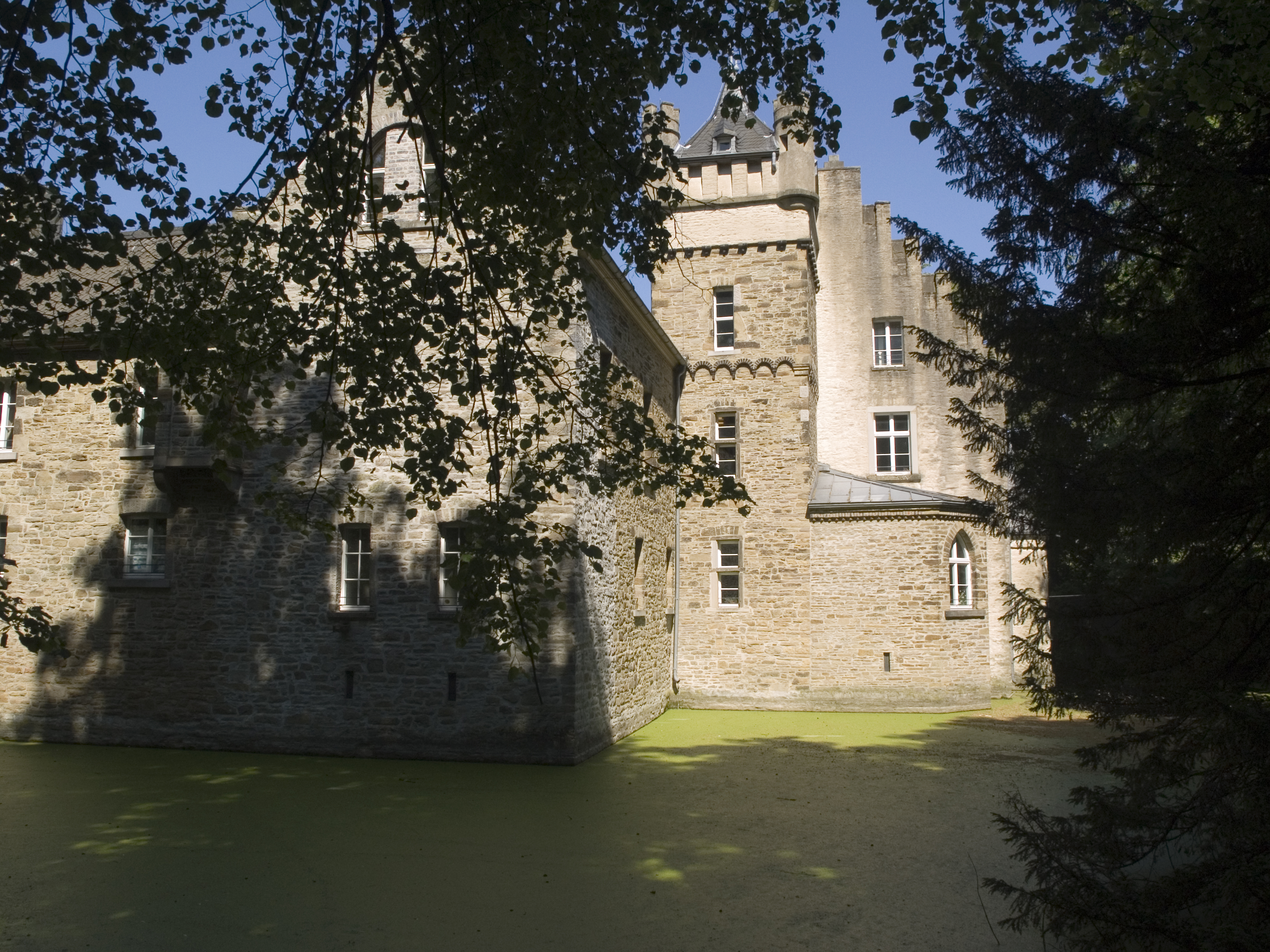
Вид с западной стороны

Первое упоминание о замке Вердринген как о ленном владении семейства Фольмештайн (de:Volmestein) относится к XIII веку. На протяжении XIII-XV веков Вердринген принадлежит семейству фон Доббе из Дортмунда. До первой четверти XIV века территория, где находился замок, принадлежала Кёльнскому архиепископству, а с 1324 года — графству Марк.

В эпоху позднего Средневековья и раннего Нового времени замок несколько раз менял владельцев. В 1617 году после смерти последних наследников рода фон Доббе замок переходит наследникам семейства Фольмештайн баронам фон Рекке.

К концу XVIII века замок находился в запущенном и обветшалом виде. В 1800 году был снесен деревянный подъёмный мост и на его месте построен постоянный каменный, который существует и поныне, также на 2 метра была понижена высота замковых стен.

В 1856—1857 годах при графе Оттомаре фон Рекке-Фольмештайн замок был перестроен в псевдоготическом стиле. В господском доме XIII—XIV веков был создан отель. Но уже к началу XX века замок стал приходить в упадок.

Во времена национал-социализма в замке размещается офис Германского трудового фронта. В 1939 году в замке размещается музей Фридриха Харкорта.

## Музей
В 1977 году замок Вердринген был приобретён в собственность города Хаген. В 1985 году в замке начались масштабные реставрационные работы, после окончания которых 7 ноября 2004 года в замке был открыт музей доисторической и ранней истории. Сразу же после открытия музей стал одной из главных достопримечательностей Хагена, только до окончания 2004 года его посетили свыше 30 000 человек.

В экспозиции музея находятся геологические и археологические находки, сделанные в Рурской области начиная с XVIII века. Музей активно сотрудничает с Мюнстерским и Кёльнским университетами.